# Erindi-Wildschutzgebiet
Das Erindi-Privatwildschutzgebiet (englisch Erindi Private Game Reserve) ist mit 70.719 Hektar eines der größten privaten Wildschutzgebiete in Afrika. Es liegt etwa 150 Kilometer nordwestlich der namibischen Hauptstadt Windhoek.

## Entstehungsgeschichte
Das Wildschutzgebiet Erindi entwickelte sich aus überbelastetem Farmland. Der heutige Besitzer Gert Joubert übernahm nach und nach zahlreiche Farmen in dem Gebiet, entfernte Zäune und gründete Erindi als Wildschutzgebiet im Jahre 2007. Seit 2017 soll das Gebiet verkauft werden, was nach gerichtlichen Auseinandersetzungen im April 2019 vom Staat genehmigt wurde. Im Raum steht ein Preis von 1,9 Milliarden Namibia-Dollar
Im Mai 2019 wurde der Verkauf an den mexikanischen Geschäftsmann Alberto Baillères bestätigt.

## Infrastruktur
Für Übernachtungsgäste ist das Wildschutzgebiet zugänglich. Es stehen geführte Rundfahrten auf dem Programm. Übernachtungsmöglichkeiten gibt es in einer luxuriösen Lodge, auf einem Campingplatz sowie in Selbstversorgerunterkünften.

## Tierwelt
Erindi verfügt über eine der umfangreichsten Populationen an Wildtieren verschiedener Arten in Namibia. Nach eigenen Angaben sind auf dem Gebiet mehr als 10.000 Großtiere beheimatet. Neben dem Afrikanischen Elefant sind dieses Spitzmaulnashorn, Giraffe, Wildhund, Flusspferd, Löwe, Nilkrokodil sowie mehr als 20 verschiedene Antilopenarten.
Seit einigen Jahren versucht der Besitzer von Erindi 200 weitere Elefanten vom namibischen Ministerium für Umwelt und Tourismus zu erhalten. Dieses wird kontrovers vor namibischen Gerichten diskutiert. Im Juli 2013 erhielt Erindi den Zuschlag zur Umsiedlung von 100 Elefanten aus dem Khaudum-Nationalpark.